# ريجنالد هازلتين باسيت
ريجنالد هازلتين باسيت (بالإنجليزية: Reginald Hazeltine Bassett)‏ هو ملحن أمريكي، ولد في 3 سبتمبر 1878 في أوكلاند في الولايات المتحدة، وتوفي في 24 أبريل 1951 في لوس أنجلوس في الولايات المتحدة.